# Malocelli

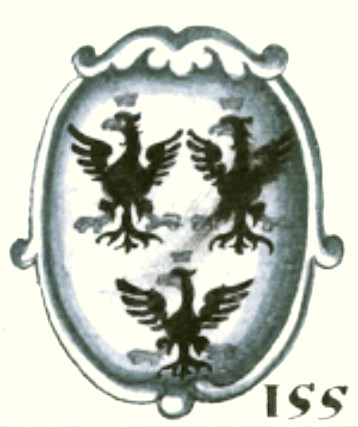
Stemma dei Malocelli secondo Giovanni Andrea Musso (XVII secolo, Biblioteca Civica Berio, Genova)

I Malocelli (anche Marocelli e Malocello) furono una delle più antiche e cospicue famiglie nobile della Liguria, e insieme ai Fieschi e Grimaldi una delle principale casate guelfe della Repubblica di Genova. Avevano origine in Adolfo detto Malauxelus figlio del visconte Guido di Carmandino, già presente in Genova alla fondazione della Compagna Communis del 1097. Dal XII secolo formarono l'antiche compagne di San Lorenzo e San Pietro, e anche il proprio albergo, escluso della Repubblica alla riforma del 1528 quando furono ascritti all'albergo dei Marini, dalla stessa origine. Erano forse già estinti al XVII secolo.

## Prime notizie
A partire da Odoardo Ganduccio diversi autori li ritengono un ramo degli Spinola, e anche originari di Francia e discendenti del visconte Bello di Carmandino, argomenti contestati dal senatore Federico Federici, che nel suo celebre "Scrutino della Nobiltà Ligustica" ha negato questa agnazione . Secondo Giacomo Giscardi erano «discendenti da Adolfo terzogenito di Guido Visconte...quale Adolfo volle cognominarsi Malocello a distinzione di altri suoi fratelli...», pertanto non un ramo degli Spinola, anche se derivati da uno dei setti figli del visconte Guido di Carmandino che diedero origine agli Spinola, Mari, Marini, Usodimare, Isola, Embriaci, ed altri. In un altro documento, il Federici così scriveva che da lo stesso Adolfo «creditur Malocellos descendere». Secondo Michele Giuseppe Canale Adolfo Malauxelus ebbe terre in Val Bisagno nel 1099. Il rapporto attestato dal senatore Federici comincia solo a partire da Oberto, console di Genova nel 1114.

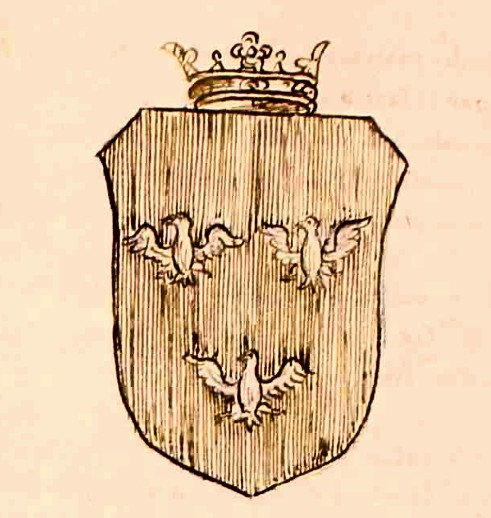
Stemma dei Malocelli secondo Odoardo Ganduccio (XVII secolo)

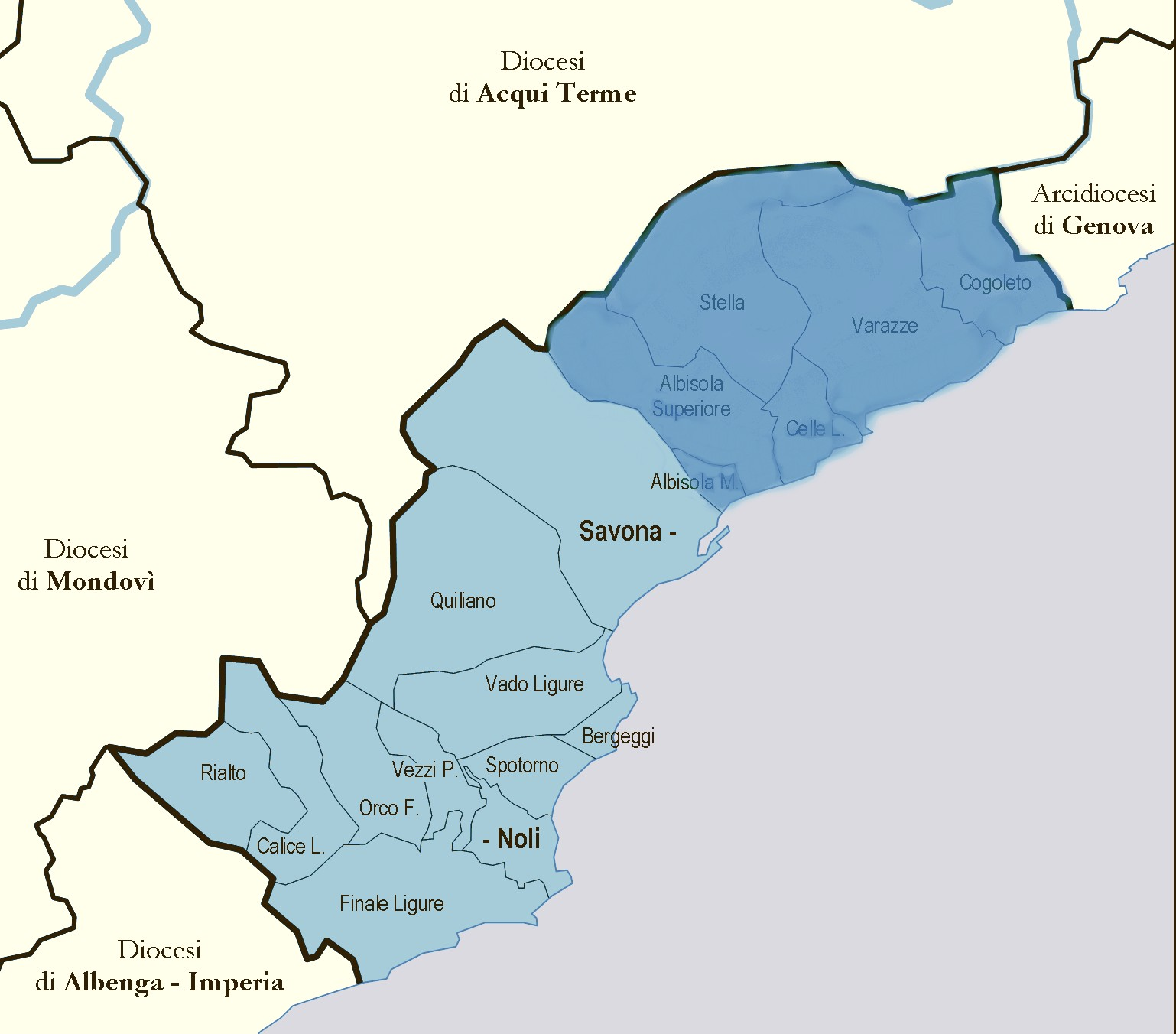
I stati aleramiche della Riviera di Ponente (Savona in chiaro e Varazze oscuro)

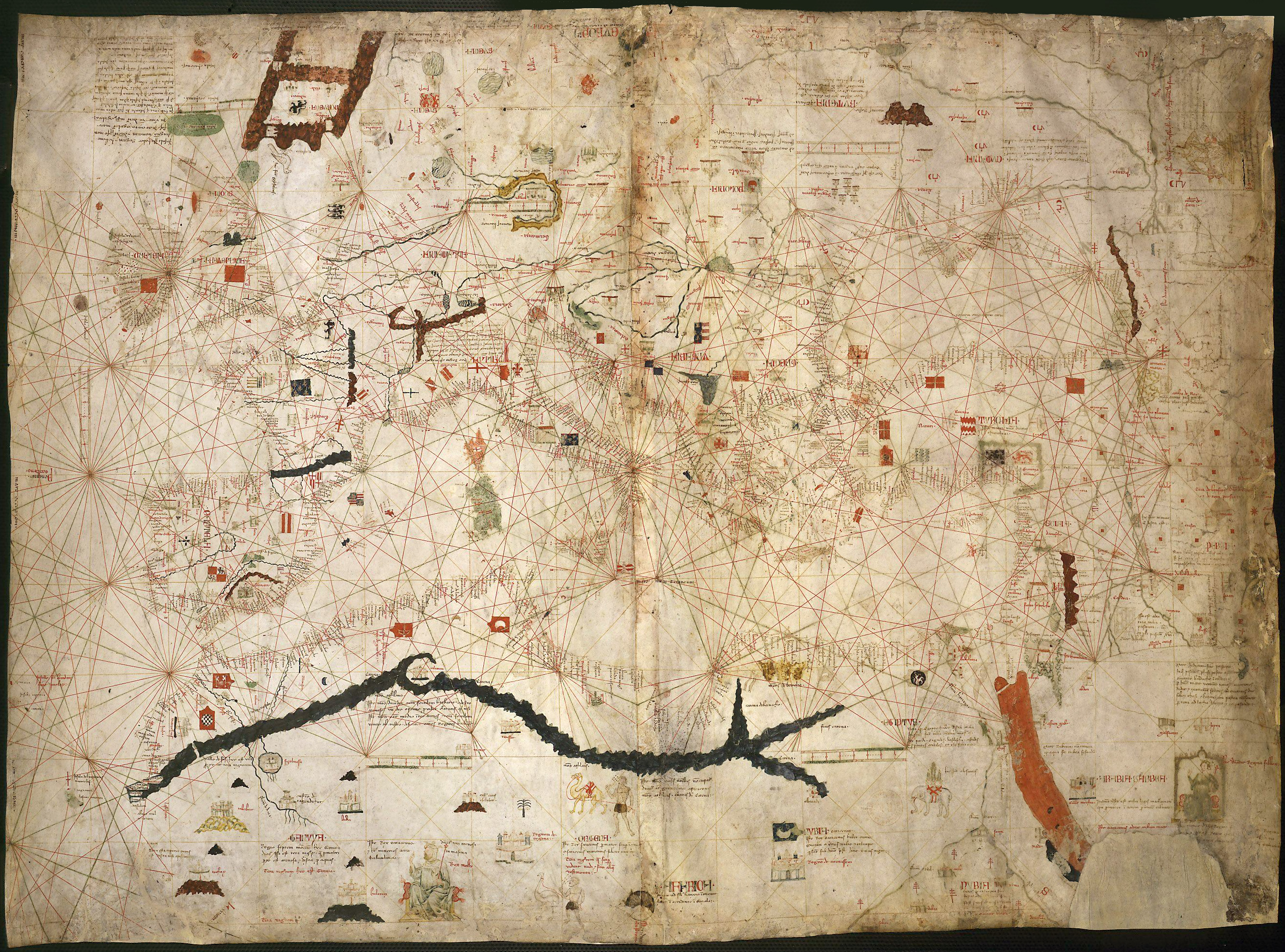
Il portolano di Angelino Dulcert (1339) con indicazione dell'Isola di Lanzarote.

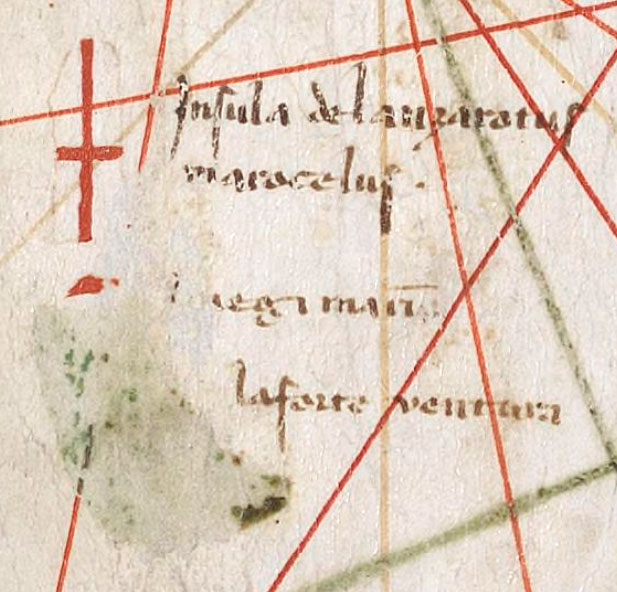
Dettaglio della "insula de Lanzarotus Marocelus" insieme alla bandiera genovese nel portolano di Angelino Dulcert (1339)

Nel 1140 Guglielmo fu nominato console, Giovanni nel 1153 e Enrico nel 1158. Nel 1188 Ansaldo di Enrico era uno dei testimoni alla pace tra genovesi e pisani, e nel 1190 il fratello Guglielmo appare come ospite del duca Ugo III di Borgogna in Genova, stesso che secondo il Federici comincia la disputa con gli Aleramici per la signoria di Varazze nel 1200, risolta solo nel 1290. Nel 1209 un altro fratello, l'ammiraglio Oberto Malocello, fu investito dalla Repubblica con altri feudi provenenti dai marchesi di Clavesana.
Nel 1231 Carbone di Guglielmo venne eletto ammiraglio, insieme a Nicolino Spinola, di una flotta da dieci galee genovesi contro Ceuta. Secondo Giovanna Petti Balbi «i due portano felicemente a termine la spedizione dopo aver raggiunto anche Siviglia, ove concludono vantaggiosi trattati con l'emiro locale....» Il Federici segnala la morte dell'ammiraglio Carbone a Siviglia in torno a lo stesso anno.

## Vuna Malocello, giudicessa di Cagliari
Nel febbraio 1256 Giovanni Torchitorio V, giudice di Cagliari, inviò due procuratori a Genova per stipulare una alleanza militare e commerciale con la Repubblica, ratificata alla Cattedrale di Cagliari il 25 maggio in presenza di Guglielmo Malocello e Percivalle Doria. In questo patto il giudice s'impegnò a prendere in moglie una genovese, e poco dopo fu sposato a una figlia di Guglielmo, chiamata Vuna dal Federici, diventata giudicessa consorte di Cagliari.

## Iacopo Malocello, ammiraglio della squadra guelfa
Nel 1239 Iacopo di Guglielmo fu ambasciatore presso il papa Gregorio IX e nel 1241 nominato dallo stesso papa ammiraglio della squadra papale, e incaricato di trasportare i cardinali europei da Nizza a Ostia per discutere in concilio la deposizione de l'imperatore Federico II. La squadra papale fu inseguita dalla squadra imperiale comandata dall'ammiraglio Ansaldo de' Mari. Il 3 maggio è stato colpito da Andreolo de' Mari (figlio dell'ammiraglio) e Ugolino Buzzacarino con conseguente cattura della maggior parte della flotta, i cardinali e il legato papale. La sconfitta ha reso impossibile celebrare la deposizione imperiale. Dopo la vittoria guelfa a Parma e la morte di Federico II, appare nel 1251 alla testa dell'appropriazione genovese delle signorie aleramiche della Riviera di Ponente siglata alla Pace di Varazze con i ghibellini savonesi. Nel 1259 fu compagno del cognato Ottobono Fieschi (poi Adriano V) nella ambasciata presso il papa Alessandro IV e anche alla liberazione dei nipoti, figli di Beatrice Fieschi e il conte Tommaso II di Savoia, imprigionati dagli astigiani. Nel 1261 fu anche uno dei nobili genovesi che ratificò il Trattato di Ninfeo con l'imperatore Michele VII Paleologo.

## Signoria di Varazze
A partire dal matrimonio del console Enrico con la nobile aleramica Sibilia del Bosco, figlia del marchese Guglielmo Pixaloira, i Malocelli ebbero pretese sullo stato aleramico di Varazze, co-dominato tra i marchesi del Bosco e di Ponzone. Secondo il Federici, fu Guglielmo di Enrico il primo ad acquistare alcuni diritti su Varazze ai parenti della madre e anche iniziatore nel 1200 della disputa con lo zio Delfino del Bosco per il dominio della signoria. Secondo Michele Giuseppe Canale, l'origine del conflitto furono i limiti tra i diritti acquistati dai Malocelli e quelli appartenenti ai Pevere, i quali sono stati giudicati dal marchese Delfino a favore dei Pevere il 10 dicembre 1211.  Nel 1216 lo stesso Guglielmo ottenne l'appoggio dei consoli genovesi nella disputa contro lo zio, supportato da alcuni documenti difficili da convalidare, tra cui una improbabile divisione di domini tra Delfino e il fratello Arduino, e l'attribuzione alla sorella Sibilia del castello di Stella ed altre diritti risultanti di un novo codicillo del zio Arduino, morto a Acri, nel quale lasciava a Sibilia diritti che non aveva, e anche non attribuibile alle donne per causa della legge salica degli Aleramici. La controversia obbliga la doppia vendita del feudo di Stella al comune di Savona (dal marchese Delfino e poi da Guglielmo), confermata da l'imperatore Federico II nel 26 marzo 1221. Nel 22 aprile 1227 il castello di Albissola venne espugnato dai genovesi, e il 28 aprile il castello di Stella.

Il cacciatorpediniere Lanzerotto Malocello della Regia Marina Italiana (1931)

Nel 1234 l'ammiraglio Iacopo acquista le quote di Varazze appartenenti al marchese Giacomo di Ponzone e nel 1251 appare alla Pace di Varazze con i savonesi, dove è vietato il possesso di feudi a cittadini savonesi (quindi agli Aleramici). Nel 1262 l'ammiraglio Iacopo acquista col fratello Enrico e il nipote Lanfranchino di Tommaso (genero di Oberto Spinola) le quote appartenenti al marchese Enricus Templerius (Enrico di Alberto di Ponzone). Nel 1278 i Malocelli imposero a Giovanni da Tortona come podestà di Varazze, e entrarono in conflitto con l'ammiraglio Oberto da Savignone e i Delfini. Nel 1290, Giacomo e Bonifacio di Lanfranco venderono la loro frazione della signoria alla Repubblica di Genova (solo Tedisio rimase con sua parte) e lo stesso anno tutti i feudi dell'antico stato aleramico (Varazze, Celle, Albissola, Albisola e Stella) furono confermate dalla Repubblica agli eredi dell'amiraglio Iacopo.
Nel 1385 Giovanni di Pietro vende la parte restante di Varazze, Celle e Albissola alla Repubblica e anche Francesco, il quale rimase solo con i diritti di gabelle fino la morte del figlio Damiano, ultimo dei Malocelli che ebbe alcuni diritti a Varazze, essendo sostituiti dai Doria.

## Lanzarotto Malocello e l'isola di Lanzarote
La prima indicazione venne dal portolano di Angelino Dulcert (1339) nella isola di Lanzarote, come "insula Lanzaroti Maroxelli". Nella cronaca "Le Canarien" del conquistatore normanno Jean de Béthencourt si parla così del "viel chastel que Lancelot Maloesel avoit iadiz fait faire" alla stessa isola. La documentazione genovese su questo Lanzarotto è molto scarsa, anche se è attestata la moglie Eliana di Bartolomeo Fieschi, "uxorem quondam Lanzaroti Marocelli". Se crede fratello di Pietro, proprietario della Villa Malocelli di Sturla. La spedizione del Malocello, datata al 1312, è ritenuta come spedizione di salvataggio da quella di 1291 finanziata per i fratelli Vivaldi e comandata dall'ammiraglio Oberto da Savignone. Fu anche riferimento importante per la spedizione al fiume di Gambia di Antoniotto Usodimare e Alvise Ca' da Mosto.

## Pietro Malocello e l'avvelenato del doge Simone Boccanegra
Il 13 marzo 1363 Pietro ospitò alla Villa Malocelli di Sturla un pranzo in honore al re di Cipro Pietro I di Lusignan in presenza dal primo doge di Genova, Simone Boccanegra, nel corso del quale il doge fu avvelenato, causandone la morte il giorno successivo.

## Riforma di Andrea Doria
Alla riforma della Repubblica di Genova nel 1528 furono iscritti nel Liber Primus Nobilitatis sul albergo dei Marini (Marina famiglia) e sul registro dei Malocella nel Libro d'Oro della Nobiltà Genovese (Liber Aureus Ascriptionum Nobilitati Reipublicae Genuensis) fino al XVII secolo.

## Palazzi e ville
- Palazzo Lercari-Malocello (Genova)[24]
- Palazzo Malocello di San Pietro (Genova)[24]
- Villa Malocelli (Sturla, Genova)[21]

## Personalità
- Adolfo Malauxelus
- Oberto, console di Genova (1114)
- Guglielmo, console di Genova (1140)
- Giovanni, console di Genova (1153)
- Enrico, console di Genova (1158)
- Oberto, ammiraglio della flotta genovese, console di Genova, padre del Comune (1163-1209)
- Guglielmo, console di Genova (1193)
- Carbone, ammiraglio della flotta genovese, console di Genova, morto a Siviglia (1231)
- Lanfranco, padre del Comune, ambasciatore presso l'imperatore Federico II (1238)
- Iacopo, ammiraglio della squadra papale e ambasciatore presso i papi Gregorio IX e Alessandro IV, padre del Comune (1236-59)
- Enrico, padre del Comune (1240)
- Lanfranco, padre del Comune, podestà di Lucca e Bologna, ambasciatore presso il papa Alessandro IV e il re Carlo I di Sicilia (1240-67)
- Simone, visconte in Soria, console di Genova  (1250)
- Vuna, giudicessa di Cagliari (1256)
- Frisone, ambasciatore presso l'imperatore Michele VIII Paleologo di Oriente (1265)
- Emanuele, padre del Comune (1262)
- Luchino, armatore (1291)
- Lanzarotto, scopritore delle Isole Canarie (1312)
- Carlo, ambasciatore presso il re Pietro IV d'Aragona (1338)
- Pietro, consigliere del re Pietro I di Cipro (1363)
- Giuliano, capitano e commissario militare (1428)
- G. Alaon, ambasciatore presso il re di Gerusalemme